# Садовский, Владимир Иванович
Владимир (Домет) Иванович Садовский (укр. Володимир Іванович Садовський; 18 августа 1865, Должанка, Австро-Венгрия — 10 декабря 1940, Львов, Украинская ССР) — украинский священник УГКЦ, папский камергер, деятель культуры, музыкальный критик, педагог.

## Биография
Окончил факультет теологии во Львовском университете. После рукоположения с 1891 года служил в Городке, затем в Збараже (1892—1894), с 1892 — продолжал пастырскую деятельность в Вене, Перемышле и Львове.
Участник Первой мировой войны. В 1915 году В. Садовский как полевой духовник австрийской армии находился в осажденном русскими войсками Перемышле. После капитуляции крепости был взят в плен и был вывезен в Сибирь.
Вернулся на родину в 1921 году, в качестве священника Преображенской церкви во Львове активно участвовал в культурной жизни. Передал Национальному музею во Львове (ныне Национальный музей во Львове имени Андрея Шептицкого) богатую личную библиотеку, которая насчитывала более 1400 книг, 12 рукописей и около ста художественных произведений.
Был папским камергером, знатоком церковных обрядов, в особенности, литургической жизни греко-католической церкви, преподавателем литургики во Львовской духовной семинарии.
А. Садовский выступал за необходимость возвращения к традициям восточных обрядов в УГКЦ.
Сотрудничал с первым украинским журналом художественного направления не только на территории Галичины «Артистичний Вістник». Автор статей и рецензий на музыкальные темы.
Умер от воспаление лёгких. Похоронен на Лычаковском кладбище во Львове.